# El Atazar
El Atazar är en kommun i Spanien.   Den ligger i autonoma regionen Madrid, i den centrala delen av landet, 60 km norr om huvudstaden Madrid. Antalet invånare är 107.

## Atazar-reservoaren
Kommunens huvudattraktion är Atazar-reservoaren, den största vattenreservoaren i regionen Madrid. Den invigdes den 10 april 1972 av general Francisco Franco. Kapaciteten är 45 % av vattenförsörjningen i regionen Madrid. Dammen är konstruerad som ett dubbelböjt valv. Den är 134 meter hög och 370 meter bred och rymmer 424 miljoner kubikmeter. Samhället ligger nära reservoaren som ger den dess namn.
Den här artikeln är helt eller delvis baserad på material från spanskspråkiga Wikipedia, El Atazar, 15 april 2025.